# Vought VE-7
Vought VE-7 – amerykański samolot szkolny i myśliwski, zaprojektowany w wytwórni Lewis & Vought Corporation w 1917. Używany przez United States Navy oraz United States Army Air Service. VE-7 był pierwszym samolotem, który wystartował z pokładu amerykańskiego lotniskowca.

## Historia
VE-7 był siódmym samolotem zaprojektowanym przez założyciela wytwórni Chancea Voughta, stąd cyfra siedem w nazwie samolotu, litery VE oznaczały Vought Experimental. Maszyna została zaprojektowana jako samolot szkolenia zaawansowanego, była to bardzo typowa konstrukcja jak na ówczesne czas, samolot był zbudowany głównie z drewna, miał dwupłatowe skrzydła. Napędzany był przez 150-konny silnik Hispano-Suiza 8 budowany na licencji w Stanach Zjednoczonych jako Wright-Hispano E.
Samolot został zbudowany 12 lutego 1918 na trzecim piętrze ciasnej fabryki na Long Island w ciągu zaledwie 91 dni. Pierwszy lot odbył się w kilka dni później i jego oblatywacz zdał entuzjastyczny raport co do jego osiągów i właściwości pilotażowych. Podobnie o samolocie wyrażali się piloci wojskowi i armia zamówiła początkowo 14 egzemplarzy, a następnie jest dodatkowych 1000 samolotów tego typu. Niewielka firma Lewis & Vought nie była w stanie wypełnić tak dużego zamówienia i 500 z zamówionych egzemplarzy miało być zbudowanych przez Springfield Aircraft Corporation, a następne 500 przez Sturtevant Aeroplane Company. W służbie Armii samolot znany był jako Bluebird, jako że pierwszy prototyp pomalowany był całkowicie na niebiesko.
Pomimo tak dużych zamówień, w momencie zakończenia wojny 11 listopada 1918, tylko dwa egzemplarze zostały zbudowane przez Engineering Division (warsztaty Armii) i cztery przez Springfield Aircraft, pozostała część zamówienia, z wyjątkiem 14 samolotów budowanych przez Lewis & Vought, została anulowana.
Samoloty cieszyły się tak dobrą opinią, że United States Navy pożyczyła jeden z samolotów Armii i po własnych testach zdecydowała się zamówić te samoloty dla siebie - był to początek bardzo długiego związki Voughta i US Navy. 28 maja 1920 Vought dostarczył pierwszego 60 egzemplarzy VE-7 do Anacosta Naval Base, a 69 dodatkowych egzemplarzy zostało zbudowanych w Naval Aircraft Factory w Filadelfii.
Samolot służył w USN w kilku wersjach - VE-7G (gun - wersja uzbrojona), VE-7GF (z pontonami w razie przymusowego wodowania), VE-7H (hydro - wodnosamolot), VE-7S (jednomiejscowa, z dodatkowym zbiornikiem na paliwo).
Wersja dwuosobowa była używana jako samolot obserwacyjny, a wersja jednoosobowa służyła jako samolot myśliwski, zostały w nią wyposażone dwa pierwsze dywizjony myśliwskie USN - VF-1 i VF-2.
W maju 1922 VE-7SH jako pierwszy amerykański samolot był katapultowany z pokładu okrętu, a 17 października ten sam samolot jako pierwszy amerykański samolot wzbił się w powietrze z pokładu lotniskowca USS „Langley”.
W służbie USN samoloty pozostały do 1928.
W 2007 grupa wolontariuszy związana z Vought Aircraft Heritage Foundation zbudowała kopię samolotu. Samolot został zbudowany całkowicie od zera - narysowano od nowa jego plany, wykonano wszystkie drewniane części i został ręcznie złożony - zbudowany samolot jest statyczną repliką, nie nadaje się do latania. Obecnie jest częścią kolekcji National Naval Aviation Museum w Pensacola.

## Konstrukcja
VE-7 był dwumiejscowym, dwupłatowym samolotem o drewnianej konstrukcji, krytej płótnem. Samolot napędzany był pojedynczym silnikiem Wright-Hispano E3 z dwułopatowym śmigłem o średnicy 2,64 m. Samolot posiadał stałe, nieoprofilowane, dwukołowe podwozie oraz płozę ogonową.